# Ochlandra wightii
Ochlandra wightii là một loài thực vật có hoa trong họ Hòa thảo. Loài này được (Munro) C.E.C.Fisch. mô tả khoa học đầu tiên năm 1934.